# Liste von Straßenbahnen in Asien
Diese Liste beinhaltet die in Asien bestehenden sowie ehemaligen Straßenbahnbetriebe. Zusätzlich zu den Städten, in denen diese ansässig waren, werden, soweit möglich, zusätzliche Informationen über die Spurweite, die Antriebsart, Eröffnungs- und Einstellungsdaten und gegebenenfalls über den Betrieb gegeben. Die Daten beziehen sich dabei weitestgehend auf die gesamte Betriebsdauer, so werden beispielsweise sämtliche Antriebsarten aufgeführt und nicht die zuletzt verwendete; gleiches gilt für unterschiedliche Spurweiten. Für Detailinfos dient der Link zum Artikel der einzelnen Betriebe, sofern vorhanden.
- Asien: Aserbaidschan – China – Georgien – Indien – Indonesien  – Irak – Israel  –  Japan – Kasachstan – Libanon – Malaysia – Myanmar – Nordkorea – Pakistan – Philippinen – Russland – Singapur – Sri Lanka – Südkorea – Syrien – Thailand – Türkei – Usbekistan – Vietnam
- Europa: siehe Liste von Straßenbahnen in Europa
- Afrika: siehe Liste von Straßenbahnen in Afrika
- Amerika: siehe Liste von Straßenbahnen in Amerika
- Australien und Ozeanien: siehe Liste von Straßenbahnen in Australien und Ozeanien

## Asien

### Armenien
| Stadt   | Spur- weite in mm | Gleise | Netz- länge in km | Antrieb    | Eröffnung  | Stilllegung | Betreiber | Artikel | Anmerkungen |
| ------- | ----------------- | ------ | ----------------- | ---------- | ---------- | ----------- | --------- | ------- | ----------- |
| Jerewan | 914               |        |                   | Pferd      | 29.09.1906 | __.08.1918  |           |         |             |
| Jerewan | 1524              |        | 45,0              | elektrisch | 12.01.1933 | __.01.2004  |           |         |             |

### Aserbaidschan
| Stadt             | Spur- weite in mm | Gleise | Netz- länge in km | Antrieb    | Eröffnung  | Stilllegung | Betreiber | Artikel              | Anmerkungen |
| ----------------- | ----------------- | ------ | ----------------- | ---------- | ---------- | ----------- | --------- | -------------------- | ----------- |
| Baku              | 1524              |        |                   | Pferd      | 19.04.1889 | 01.10.1923  |           |                      |             |
| Baku              | 1524              |        |                   | Dampf      | 06.10.1889 | __.__.1894  |           |                      |             |
| Baku              | 1524              |        | 76,6              | elektrisch | 08.02.1924 | __.01.2004  |           | Straßenbahn Baku     |             |
| Gäncä             |                   |        |                   | Pferd      | ~1900      | 1920        |           |                      |             |
| Gäncä             |                   |        |                   | Dampf      | 1923       | 1932        |           | Straßenbahn Gäncä    |             |
| Gäncä (Kirowabad) | 1524              |        |                   | elektrisch | 01.05.1933 | 16.10.1976  |           |                      |             |
| Naxçivan          |                   |        |                   | Pferd      | 21.05.1890 | __.12.1902  |           |                      |             |
| Sumqayit          | 1524              |        | 22,0              | elektrisch | 11.03.1959 | 2003        |           | Straßenbahn Sumqayit |             |

Es bestehen heute keine Straßenbahnbetriebe mehr.

### China
| Stadt                     | Spur- weite in mm | Gleise | Netz- länge in km | Antrieb          | Eröffnung       | Stilllegung | Betreiber | Artikel                | Anmerkungen |
| ------------------------- | ----------------- | ------ | ----------------- | ---------------- | --------------- | ----------- | --------- | ---------------------- | ----------- |
| Anshan                    | 1435              |        |                   | elektrisch       | 1956            | 26.02.2004  |           | Straßenbahn Anshan     |             |
| Changchun                 | 1435              |        | 12,8              | elektrisch       | 01.11.1941      |             |           | Straßenbahn Changchun  |             |
| Dalian                    | 1435              |        | 23,1              | elektrisch       | 25.09.1909      |             |           | Straßenbahn Dalian     |             |
| Dujiangyan                | 1435              |        | 17,2              | elektrisch       | 15.05.2024      |             |           | Straßenbahn Dujiangyan |             |
| Harbin                    | 1000              |        | 14,4              | elektrisch       | 10.10.1927      | 17.06.1987  |           | Straßenbahn Harbin     |             |
| Hongkong-Hong Kong Island | 1067              |        | 13,0              | elektrisch       | 30.07.1904      |             |           | Hong Kong Tramways     |             |
| Mukden (Shenyang)         | 1435              |        | 12,0              | Pferd elektrisch | 1907 __.10.1925 | 01.08.1974  |           | Straßenbahn Mukden     |             |
| Nanjing                   | 1435              |        | 17,2              | elektrisch       | 13.08.2014      |             |           | Straßenbahn Nanjing    |             |
| Peking                    |                   |        | 02,6              | elektrisch       | 24.06.1899      | 1900        |           |                        |             |
| Peking                    |                   |        | 40,2              | elektrisch       | 17.12.1924      | 06.05.1966  |           | Straßenbahn Peking     |             |
| Shanghai                  | 1000              |        |                   | elektrisch       | 15.03.1908      | 01.12.1975  |           | Straßenbahn Shanghai   |             |
| Shanghai-Songjiang        | 1435              |        | 39,4              | elektrisch       | 26.12.2018      |             |           | Straßenbahn Songjiang  |             |
| Shenyang                  | 1435              |        | 65,0              | elektrisch       | 15.08.2013      |             |           | Straßenbahn Shenyang   |             |
| Shenzhen                  | 1435              |        | 11,5              | elektrisch       | 28.10.2017      |             |           | Straßenbahn Shenzhen   |             |
| Suzhou                    | 1435              |        | 18,0              | elektrisch       | 26.10.2014      |             |           | Straßenbahn Suzhou     |             |
| Tianjin                   |                   |        | 14,4              | elektrisch       | 02.06.1906      | 1973        |           | Straßenbahn Tianjin    |             |
| Tuen Mun                  | 1435              |        |                   | elektrisch       | 17.09.1988      |             |           | Straßenbahn Tuen Mun   |             |
| Wuhan                     | 1435              |        | 53,2              | elektrisch       | 18.07.2017      |             |           | Straßenbahn Wuhan      |             |
| Zhuhai                    | 1435              |        | 08,9              | elektrisch       | 13.06.2017      | 22.01.2021  |           | Straßenbahn Zhuhai     |             |

### Georgien
| Stadt    | Spur- weite in mm | Gleise | Netz- länge in km | Antrieb    | Eröffnung  | Stilllegung | Betreiber | Artikel              | Anmerkungen |
| -------- | ----------------- | ------ | ----------------- | ---------- | ---------- | ----------- | --------- | -------------------- | ----------- |
| Gagra    |                   |        |                   | Pferd      | 1903       |             |           | Straßenbahn Gagra    |             |
| Poti     |                   |        | 2,3               | Pferd      | 1904       | 1932        |           | Straßenbahn Poti     |             |
| Tbilissi | 914               |        | 15,0              | Pferd      | 03.04.1883 | 1910        |           |                      |             |
| Tbilissi | 1000              |        |                   | elektrisch | 25.12.1904 | 13.05.1938  |           |                      |             |
| Tbilissi | 1524              |        | 53,9              | elektrisch | 15.02.1934 | 04.12.2006  |           | Straßenbahn Tbilissi |             |

Es bestehen heute keine Straßenbahnbetriebe mehr.

### Indien
| Stadt              | Spur- weite in mm | Gleise | Netz- länge in km | Antrieb    | Eröffnung  | Stilllegung | Betreiber | Artikel | Anmerkungen                   |
| ------------------ | ----------------- | ------ | ----------------- | ---------- | ---------- | ----------- | --------- | ------- | ----------------------------- |
| Bombay (Mumbai)    |                   |        |                   | Pferd      | 09.05.1874 |             |           |         |                               |
| Bombay (Mumbai)    | 1435              |        | 47                | elektrisch | 07.05.1907 | 31.03.1964  | BEST      |         |                               |
| Chennai (Madras)   |                   |        | 24                | elektrisch | 07.05.1895 | 12.04.1953  |           |         |                               |
| Delhi              |                   |        | 15                | elektrisch | 06.03.1908 | ~1963       |           |         |                               |
| Haora              | 1435              |        |                   | elektrisch | 1905       | 1943        |           |         |                               |
| Kolkata (Kalkutta) |                   |        |                   | Pferd      | __.01.1881 |             |           |         | Versuchsfahrten am 24.02.1873 |
| Kolkata (Kalkutta) |                   |        |                   | Dampf      | 1882       |             |           |         |                               |
| Kolkata (Kalkutta) |                   |        | 56                | elektrisch | 27.03.1902 |             |           |         |                               |
| Kanpur             |                   |        |                   | elektrisch | __.06.1907 | 16.03.1933  |           |         |                               |
| Nasik              |                   |        |                   | Pferd      |            | 1931-33??   |           |         |                               |

Bestehende Betriebe: Liste der Städte mit Straßenbahnen#Indien

### Indonesien
| Stadt    | Spur- weite in mm | Gleise | Netz- länge in km | Antrieb    | Eröffnung  | Stilllegung | Betreiber | Artikel | Anmerkungen |
| -------- | ----------------- | ------ | ----------------- | ---------- | ---------- | ----------- | --------- | ------- | ----------- |
| Jakarta  | 1067              |        |                   | Pferd      | 1869       |             | OJS       |         |             |
| Jakarta  | 1067              |        |                   | Dampf      | 1881       |             | OJS       |         |             |
| Jakarta  | 1188              |        |                   | elektrisch | 10.04.1899 | 1962        | OJS       |         |             |
| Surabaya | 1067              |        |                   | Dampf      | 07.06.1888 |             | OJS       |         |             |
| Surabaya | 1067              |        |                   | elektrisch | 27.04.1923 | __.01.1968  | OJS       |         |             |

Es bestehen heute keine Straßenbahnbetriebe mehr.

### Irak
| Stadt        | Spur- weite in mm | Gleise | Netz- länge in km | Antrieb | Eröffnung | Stilllegung | Betreiber | Artikel | Anmerkungen |
| ------------ | ----------------- | ------ | ----------------- | ------- | --------- | ----------- | --------- | ------- | ----------- |
| Bagdad       |                   |        | 4                 | Pferd   | 1871      | 194_        |           |         |             |
| Kufa – Nejif |                   |        |                   | Pferd   |           |             |           |         |             |

### Israel
| Stadt     | Spur- weite in mm | Gleise | Netz- länge in km | Antrieb    | Eröffnung  | Stilllegung | Betreiber | Artikel               | Anmerkungen |
| --------- | ----------------- | ------ | ----------------- | ---------- | ---------- | ----------- | --------- | --------------------- | ----------- |
| Jerusalem | 1435              |        | 13,8              | elektrisch | 19.08.2011 |             |           | Straßenbahn Jerusalem |             |

### Japan
| Stadt                               | Spur- weite in mm | Gleise | Netz- länge in km | Antrieb    | Eröffnung  | Stilllegung | Betreiber                        | Artikel                      | Anmerkungen                                                      |
| ----------------------------------- | ----------------- | ------ | ----------------- | ---------- | ---------- | ----------- | -------------------------------- | ---------------------------- | ---------------------------------------------------------------- |
| Aboshi                              | 1435              |        | 17,1              | elektrisch | 01.01.1909 | 15.12.1934  | Banden Tetsudō                   | Straßenbahn Aboshi           |                                                                  |
| Asahikawa (Higashi-Asahikawa-Linie) | 1067              |        | 9,7               | elektrisch | 30.12.1929 | 01.01.1973  | Asahikawa Denki Kidō             | Straßenbahn Asahikawa        |                                                                  |
| Asahikawa                           | 1067              |        | 12,2              | elektrisch | 03.11.1929 | 09.06.1956  | Asahikawa Shigai Kidō            | Straßenbahn Asahikawa        |                                                                  |
| Akita                               | 1067              |        | 7,7               | elektrisch | 14.07.1989 | 31.03.1966  | städtisches Verkehrsamt          | Straßenbahn Akita            |                                                                  |
| Ena                                 | 1067              |        | 12,6              | elektrisch | 05.12.1906 | 30.01.1935  | Iwamura Denki Kidō               | Straßenbahn Ena              |                                                                  |
| Enoshima                            | 1067              |        | 10,0              | elektrisch | 01.09.1902 |             | Enoshima Dentetsu                | Enoshima-Dentetsu-Linie      | Eisenbahnlinie mit kurzem straßenbündigen Abschnitt              |
| Fukui                               | 1067              |        | 3,3               | elektrisch | 23.02.1924 |             | Fukui Tetsudō                    | Straßenbahn Fukui            |                                                                  |
| Fukushima                           | 1067              |        | 31,5              | elektrisch | 14.04.1908 | 12.04.1971  | Fukushima Kōtsū                  | Straßenbahn Fukushima        |                                                                  |
| Fukuoka                             | 1067/ 1435        |        | 32,2              | elektrisch | 09.03.1910 | 11.02.1979  | Nishi-Nippon Tetsudō             | Straßenbahn Fukuoka          |                                                                  |
| Fukuroi                             | 1067              |        | 13,2              | elektrisch | 28.12.1902 | 20.09.1962  | Shizuoka Tetsudō                 | Straßenbahn Fukuroi          |                                                                  |
| Gifu                                | 1067              |        | 57,4              | elektrisch | 11.02.1911 | 01.04.2005  | Meitetsu                         | Straßenbahn Gifu             | zuletzt vor allem Überlandlinien nach Seki, Mino und Ōno         |
| Hakodate                            | 1372              |        | 10,9              | elektrisch | 12.12.1897 |             | städtisches Verkehrsamt          | Straßenbahn Hakodate         |                                                                  |
| Hiroshima                           | 1435              |        | 35,1              | elektrisch | 23.11.1912 |             | Hiroshima Dentetsu               | Straßenbahn Hiroshima        |                                                                  |
| Hita                                | 914               |        | 51,5              | elektrisch | 25.10.1903 | 26.03.1929  | Chikugo Kidō                     | Straßenbahn Hita             |                                                                  |
| Honjō                               | 1067              |        | 7,1               | elektrisch | 20.09.1915 | 01.05.1933  | Honjō Denki Kidō                 | Straßenbahn Honjō            |                                                                  |
| Ichinomiya                          | 1067              |        | 5,6               | elektrisch | 01.02.1924 | 01.06.1953  | Meitetsu                         | Straßenbahn Okazaki          |                                                                  |
| Ise                                 | 1067              |        | 14,0              | elektrisch | 05.08.1903 | 15.07.1962  | Mie Denki                        | Straßenbahn Ise              |                                                                  |
| Iwakuni                             | 1067              |        | 5,7               | elektrisch | 02.02.1909 | 05.04.1929  | Iwakuni Denki Kidō               | Straßenbahn Iwakuni          |                                                                  |
| Kagoshima                           | 1435              |        | 13,1              | elektrisch | 01.12.1912 |             | städtisches Verkehrsamt          | Straßenbahn Kagoshima        |                                                                  |
| Kanazawa                            | 1435              |        | 6,7               | elektrisch | 02.02.1919 | 11.02.1967  | Hokuriku Tetsudō                 | Straßenbahn Kanazawa         |                                                                  |
| Kawasaki                            | 1435              |        | 6,7               | elektrisch | 14.10.1944 | 01.04.1969  | städtisches Verkehrsamt          | Straßenbahn Kawasaki         |                                                                  |
| Kitakyūshū                          | 1435              |        | 44,3              | elektrisch | 05.06.1911 | 26.11.2000  | Nishi-Nippon Tetsudō             | Straßenbahn Kitakyūshū       |                                                                  |
| Kōbe                                | 1435              |        | 35,6              | elektrisch | 05.04.1910 | 13.03.1971  | städtisches Verkehrsamt          | Straßenbahn Kōbe             |                                                                  |
| Kōchi                               | 1067              |        | 25,3              | elektrisch | 30.04.1904 |             | Tosaden Kōtsū                    | Straßenbahn Kōchi            |                                                                  |
| Kōfu                                | 1067              |        | 20,2              | elektrisch | 30.05.1930 | 01.07.1962  | Yamanashi Kōtsū                  | Straßenbahn Kōfu             |                                                                  |
| Kumamoto                            | 1435              |        | 12,1              | elektrisch | 20.12.1907 |             | städtisches Verkehrsamt          | Straßenbahn Kumamoto         |                                                                  |
| Kure                                | 1435              |        | 11,3              | elektrisch | 31.10.1909 | 18.12.1968  | städtisches Verkehrsamt          | Straßenbahn Kure             |                                                                  |
| Kurume                              | 1435              |        | 12,3              | elektrisch | 18.07.1913 | 27.11.1958  | Nishi-Nippon Tetsudō             | Straßenbahn Kurume           |                                                                  |
| Kuwana                              | 1067              |        | 1,0               | elektrisch | 01.09.1902 | 08.03.1944  | Kuwana Denki                     | Straßenbahn Kuwana           |                                                                  |
| Kyōto                               | 1067 1435         |        | 70,5 21,1         | elektrisch | 01.02.1895 | 01.10.1978  | städtisches Verkehrsamt          | Städtische Straßenbahn Kyōto | es existiert eine kurze Museumsstrecke am Umekoji-Dampflokmuseum |
| Ukyō-ku (Kyōto)                     | 1435              |        | 11,2              | elektrisch | 25.03.1910 |             | Keifuku Denki Tetsudō            | Straßenbahn Kyōto            |                                                                  |
| Maebashi                            | 1067              |        | 48,0              | elektrisch | 01.09.1893 | 29.12.1956  | Tōbu Tetsudō                     | Straßenbahn Maebashi         |                                                                  |
| Matsumoto                           | 1067              |        | 5,3               | elektrisch | 19.04.1924 | 31.03.1964  | Matsumoto Denki Tetsudō          | Straßenbahn Matsumoto        |                                                                  |
| Matsushima                          | 1067              |        | 3,8               | elektrisch | 04.02.1922 | 30.12.1944  | Matsushima Densha                | Straßenbahn Matsushima       |                                                                  |
| Matsuyama                           | 1067              |        | 9,6               | elektrisch | 08.08.1911 |             | Iyo Tetsudō                      | Straßenbahn Matsuyama        |                                                                  |
| Mito                                | 1067              |        | 20,5              | elektrisch | 28.12.1922 | 01.06.1966  | Mito Denki Tetsudō               | Straßenbahn Mito             |                                                                  |
| Nagasaki                            | 1435              |        | 11,5              | elektrisch | 16.11.1915 |             | Nagasaki Denki Kidō              | Straßenbahn Nagasaki         |                                                                  |
| Nagoya                              | 1435              |        | 106,3             | elektrisch | 06.05.1989 | 31.03.1974  | städtisches Verkehrsamt          | Straßenbahn Nagoya           |                                                                  |
| Nanae–Shikabe                       | 1067              |        | 28,5              | elektrisch | 05.01.1929 | 25.12.1952  | Ōnuma Dentetsu                   | Straßenbahn Ōnuma            |                                                                  |
| Narita                              | 1372              |        | 5,4               | elektrisch | 11.12.1910 | 11.12.1944  | Narumune Denki Kidō              | Straßenbahn Narita           |                                                                  |
| Nasu                                | 1435              |        | 14,6              | elektrisch | 11.07.1912 | 14.01.1936  | Shiobara Densha                  | Straßenbahn Nasu             |                                                                  |
| Niigata                             | 1067              |        | 2,2               | elektrisch | 28.07.1933 | 20.03.1992  | Niigata Kōtsū                    | Straßenbahn Niigata          |                                                                  |
| Nikkō                               | 1067              |        | 10,6              | elektrisch | 10.08.1910 | 25.02.1968  | Tōbu Tetsudō                     | Straßenbahn Nikkō            |                                                                  |
| Noboribetsu                         | 1067              |        | 8,6               | elektrisch | 03.12.1915 | 14.10.1933  | Noboribetsu Onsen Kidō           | Straßenbahn Noboribetsu      |                                                                  |
| Numazu                              | 1067              |        | 6,6               | elektrisch | 03.05.1896 | 05.02.1963  | Izuhakone Railway                | Straßenbahn Numazu           |                                                                  |
| Odawara                             | 1435              |        | 6,8               | elektrisch | 01.10.1888 | 01.06.1956  | Hakone Tozan Tetsudō             | Straßenbahn Odawara          |                                                                  |
| Ōtsu                                | 1435              |        | 21,6              | elektrisch | 01.03.1913 |             | Keihan Denki Tetsudō             | Straßenbahn Kyōto–Ōtsu       |                                                                  |
| Ōita                                | 1067              |        | 18,4              | elektrisch | 10.05.1900 | 05.04.1972  | Ōita Kōtsū                       | Straßenbahn Ōita             |                                                                  |
| Okayama                             | 1067              |        | 4,7               | elektrisch | 05.05.1912 |             | Okayama Denki Kidō               | Straßenbahn Okayama          |                                                                  |
| Okazaki                             | 1067              |        | 7,6               | elektrisch | 01.01.1899 | 17.06.1962  | Meitetsu                         | Straßenbahn Okazaki          |                                                                  |
| Okinawa                             | 1067              |        | 6,9               | elektrisch | 27.05.1911 | 12.08.1933  | Okinawa Denki                    | Straßenbahn Okinawa          |                                                                  |
| Ōmuta                               | 1435              |        | 4,7               | elektrisch | 01.12.1927 | 15.03.1954  | Nishi-Nippon Tetsudō             | Straßenbahn Ōmuta            |                                                                  |
| Osaka                               | 1435              |        | 118,0             | elektrisch | 12.09.1903 | 31.03.1969  | städtisches Verkehrsamt          | Straßenbahn Osaka            |                                                                  |
| Osaka Hanshin                       | 1435              |        | 34,1              | elektrisch | 01.08.1914 | 06.05.1976  | Hanshin Denki Tetsudō            |                              |                                                                  |
| Osaka–Sakai                         | 1435              |        | 18,7              | elektrisch | 20.09.1900 |             | Hankai Denki Kidō                | Straßenbahn Osaka–Sakai      |                                                                  |
| Saga                                | 1067              |        | 7,5               | elektrisch | 10.10.1913 | 20.08.1937  | Saga Denki Kidō                  | Straßenbahn Saga             |                                                                  |
| Sapporo                             | 1067              |        | 8,9               | elektrisch | 01.05.1910 |             | städtisches Verkehrsamt          | Straßenbahn Sapporo          |                                                                  |
| Sendai                              | 1067              |        | 16,0              | elektrisch | 25.11.1926 | 31.03.1976  | städtisches Verkehrsamt          | Straßenbahn Sendai           |                                                                  |
| Sendai (Akiu)                       | 1067              |        | 16,0              | elektrisch | 23.12.1914 | 08.05.1961  | Akiu Denki Tetsudō               | Akiu-Linie                   |                                                                  |
| Shimizu                             | 1067              |        | 4,6               | elektrisch | 25.12.1928 | 22.03.1975  | Shizuoka Railway                 | Straßenbahn Shimizu          |                                                                  |
| Shimonoseki                         | 1067              |        | 17,57             | elektrisch | 22.04.1914 | 07.02.1971  | San’yō Denki Kidō                | Straßenbahn Shimonoseki      |                                                                  |
| Shizuoka                            | 1067              |        | 2,0               | elektrisch | 28.06.1922 | 15.09.1962  | Shizuoka Railway                 | Straßenbahn Shizuoka         |                                                                  |
| Takamatsu                           | 1435              |        | 2,4               | elektrisch | 20.05.1917 | 08.01.1957  | Takamatsu-Kotohira Denki Tetsudō | Straßenbahn Takamatsu        |                                                                  |
| Takaoka                             | 1067              |        | 7,9               | elektrisch | 10.04.1948 |             | Man’yōsen                        | Man’yōsen                    |                                                                  |
| Tokio                               | 1067 / 1372       |        | 12,2              | elektrisch | 25.06.1882 |             | Verkehrsamt der Präfektur Tokio  | Toden-Arakawa-Linie          | Alle restlichen Straßenbahnstrecken wurden bis 1972 eingestellt  |
| Setagaya (Tōkyō)                    | 1372              |        | 5,0               | elektrisch | 06.03.1907 |             | Tōkyū Dentetsu                   | Setagaya-Linie               |                                                                  |
| Toyama                              | 1067              |        | 7,3               | elektrisch | 01.09.1913 |             | Toyama Chihō Tetsudō             | Straßenbahn Toyama           |                                                                  |
| Toyama                              | 1067              |        | 7,6               | elektrisch | 29.04.2006 |             | Toyama Light Rail                | Toyama Light Rail            | Umnutzung einer Eisenbahnstrecke                                 |
| Toyohashi                           | 1067              |        | 5,4               | elektrisch | 14.06.1925 |             | Toyohashi Tetsudō                | Straßenbahn Toyohashi        |                                                                  |
| Tsuchiura                           | 1067              |        | 4,1               | elektrisch | 09.10.1926 | 01.03.1938  | Jōnan Denki Tetsudō              | Straßenbahn Tsuchiura        |                                                                  |
| Ueda                                | 1067              |        | 11,4              | elektrisch | 17.06.1921 | 25.07.1938  | Ueda Onsen Densha                | Straßenbahn Ueda             |                                                                  |
| Ureshino                            | 1067              |        | 9,7               | elektrisch | 21.12.1915 | 25.12.1931  | Hizen Denki Tetsudō              | Straßenbahn Ureshino         |                                                                  |
| Wakayama                            | 1067              |        | 5,4               | elektrisch | 01.23.1909 | 01.04.1971  | Nankai Denki Tetsudō             | Straßenbahn Wakayama         |                                                                  |
| Yokohama                            | 1372              |        | 50,0              | elektrisch | 15.07.1904 | 31.03.1972  | städtisches Verkehrsamt          | Straßenbahn Yokohama         |                                                                  |
| Yokohama-Kawasaki                   | 1372              |        | 9,7               | elektrisch | 05.06.1925 | 01.12.1937  | Kaigan Denki Kidō                | Kaigan-Bahn                  |                                                                  |
| Yonago                              | 1067              |        | 7,7               | elektrisch | 31.03.1925 | 27.11.1938  | Yonago Electric Tramway          | Straßenbahn Yonago           |                                                                  |

Bestehende Betriebe: Liste der Städte mit Straßenbahnen#Japan

### Kasachstan
| Stadt                     | Spur- weite in mm | Gleise | Netz- länge in km | Antrieb    | Eröffnung  | Stilllegung | Betreiber          | Artikel | Anmerkungen |
| ------------------------- | ----------------- | ------ | ----------------- | ---------- | ---------- | ----------- | ------------------ | ------- | ----------- |
| Almaty (Alma-Ata)         | 1524              |        | 31,5              |            | 07.11.1937 | 31.10.2015  | Almatyelektrotrans |         |             |
| Öskemen (Ust-Kamenogorsk) | 1524              |        | 16,5              |            | 06.11.1959 |             |                    |         |             |
| Pawlodar                  | 1524              |        | 43,3              |            | 18.10.1965 |             |                    |         |             |
| Qaraghandy                | 1524              |        | 11,9              | elektrisch | 25.08.1950 | 17.09.1997  |                    |         |             |
| Temirtau                  | 1524              |        | 27,5              |            | 05.09.1959 |             |                    |         |             |

Bestehende Betriebe: Liste der Städte mit Straßenbahnen#Kasachstan

### Libanon
| Stadt   | Spur- weite in mm | Gleise | Netz- länge in km | Antrieb    | Eröffnung  | Stilllegung | Betreiber | Artikel | Anmerkungen                  |
| ------- | ----------------- | ------ | ----------------- | ---------- | ---------- | ----------- | --------- | ------- | ---------------------------- |
| Beirut  | 1050              |        | 12                | elektrisch | 19.04.1908 | __.09.1965  |           |         |                              |
| Tripoli |                   |        |                   | Pferd      |            |             |           |         | Elektrifikation 1936 geplant |

Es bestehen heute keine Straßenbahnbetriebe mehr.

### Malaysia
| Stadt  | Spur- weite in mm | Gleise | Netz- länge in km | Antrieb    | Eröffnung  | Stilllegung | Betreiber | Artikel | Anmerkungen           |
| ------ | ----------------- | ------ | ----------------- | ---------- | ---------- | ----------- | --------- | ------- | --------------------- |
| Penang |                   |        |                   | Dampf      | 1880       |             |           |         |                       |
| Penang |                   |        |                   | Pferd      | 1898       |             |           |         |                       |
| Penang |                   |        | 17,6              | elektrisch | 01.01.1906 | 1936        |           |         | Güterbetrieb bis 1956 |

Es bestehen heute keine Straßenbahnbetriebe mehr.

### Myanmar
| Stadt           | Spur- weite in mm | Gleise | Netz- länge in km | Antrieb    | Eröffnung  | Stilllegung | Betreiber                 | Artikel              | Anmerkungen |
| --------------- | ----------------- | ------ | ----------------- | ---------- | ---------- | ----------- | ------------------------- | -------------------- | ----------- |
| Mandalay        | 1067              | 2      | 11                | elektrisch | 17.06.1904 | 1942        | Mandalay Electric Company | Straßenbahn Mandalay |             |
| Rangun (Yangon) |                   |        |                   | Dampf      | 04.03.1884 | 1899        |                           | Straßenbahn Yangon   |             |
| Rangun (Yangon) |                   |        | 22                | elektrisch | 15.12.1906 | 1941        |                           | Straßenbahn Yangon   |             |
| Rangun (Yangon) | 1000              |        | 04,8              | elektrisch | 10.01.2016 | 01.06.2016  | Myanmar Railways          | Straßenbahn Yangon   |             |

Es bestehen heute keine Straßenbahnbetriebe mehr.

### Nordkorea
| Stadt     | Spur- weite in mm | Gleise | Netz- länge in km | Antrieb    | Eröffnung  | Stilllegung | Betreiber | Artikel               | Anmerkungen |
| --------- | ----------------- | ------ | ----------------- | ---------- | ---------- | ----------- | --------- | --------------------- | ----------- |
| Ch’ŏngjin | 1435              |        |                   | elektrisch | 21.08.1999 |             |           | Straßenbahn Ch’ŏngjin |             |
| Pjöngjang | 1000 1435         |        |                   | elektrisch | 20.05.1923 | 1950–1953   |           |                       |             |
| Pjöngjang | 1000 1435         |        |                   | elektrisch | 15.04.1991 |             |           | Straßenbahn Pjöngjang |             |

### Pakistan
| Stadt     | Spur- weite in mm | Gleise | Netz- länge in km | Antrieb | Eröffnung  | Stilllegung | Betreiber | Artikel | Anmerkungen |
| --------- | ----------------- | ------ | ----------------- | ------- | ---------- | ----------- | --------- | ------- | ----------- |
| Karatschi |                   |        |                   | Dampf   | 20.04.1885 |             |           |         |             |
| Karatschi |                   |        |                   | Pferd   | 1886       |             |           |         |             |
| Karatschi |                   |        |                   | Benzin  | 1909       | 30.04.1975  |           |         |             |

Es bestehen heute keine Straßenbahnbetriebe mehr.

### Philippinen
| Stadt      | Spur- weite in mm | Gleise | Netz- länge in km | Antrieb    | Eröffnung  | Stilllegung | Betreiber | Artikel | Anmerkungen               |
| ---------- | ----------------- | ------ | ----------------- | ---------- | ---------- | ----------- | --------- | ------- | ------------------------- |
| Corregidor |                   |        |                   | elektrisch | 1910       |             |           |         |                           |
| Manila     |                   |        |                   | Pferd      | 1898       |             |           |         |                           |
| Manila     |                   |        | 53                | elektrisch | 10.04.1905 | 1945        |           |         | Wiederinbetriebnahme 1984 |
| Manila     | 1435              |        |                   | elektrisch | 01.12.1984 |             |           |         |                           |

Bestehende Betriebe: Liste der Städte mit Straßenbahnen#Philippinen

### Singapur
| Stadt    | Spur- weite in mm | Gleise | Netz- länge in km | Antrieb    | Eröffnung  | Stilllegung | Betreiber | Artikel              | Anmerkungen                             |
| -------- | ----------------- | ------ | ----------------- | ---------- | ---------- | ----------- | --------- | -------------------- | --------------------------------------- |
| Singapur |                   |        |                   | Dampf      | 1885       | 1894        |           | Straßenbahn Singapur | elektrischer Probebetrieb 1891 und 1892 |
| Singapur |                   |        | 41,8              | elektrisch | 25.07.1905 | 09.04.1927  |           |                      |                                         |

Es bestehen heute keine Straßenbahnbetriebe mehr.

### Sri Lanka
| Stadt   | Spur- weite in mm | Gleise | Netz- länge in km | Antrieb    | Eröffnung  | Stilllegung | Betreiber                                                                         | Artikel             | Anmerkungen |
| ------- | ----------------- | ------ | ----------------- | ---------- | ---------- | ----------- | --------------------------------------------------------------------------------- | ------------------- | ----------- |
| Colombo | 1067              |        | 12                | elektrisch | __.09.1898 | 1960        | Colombo Electric Tram Car and Lighting Company, ab 1929 Colombo Municipal Council | Straßenbahn Colombo |             |

Es bestehen heute keine Straßenbahnbetriebe mehr.

### Südkorea
| Stadt | Spur- weite in mm | Gleise | Netz- länge in km | Antrieb    | Eröffnung  | Stilllegung | Betreiber | Artikel           | Anmerkungen                                 |
| ----- | ----------------- | ------ | ----------------- | ---------- | ---------- | ----------- | --------- | ----------------- | ------------------------------------------- |
| Busan |                   |        |                   | Dampf      | 1910       |             |           | Straßenbahn Busan |                                             |
| Busan | 762               |        | 24                | elektrisch | 31.10.1915 | 20.05.1968  |           | Straßenbahn Busan | 1931 Umspurung auf 1067 mm                  |
| Seoul | 1435              |        | 76                | elektrisch | 01.05.1899 | 29.11.1968  |           | Straßenbahn Seoul | auch Vorortsystem nach Duksom und Kwangnaro |

Es bestehen heute keine Straßenbahnbetriebe mehr.

### Syrien
| Stadt    | Spur- weite in mm | Gleise | Netz- länge in km | Antrieb    | Eröffnung       | Stilllegung | Betreiber | Artikel              | Anmerkungen |
| -------- | ----------------- | ------ | ----------------- | ---------- | --------------- | ----------- | --------- | -------------------- | ----------- |
| Aleppo   | 1000              |        |                   |            | 1929            | 1967        |           | Straßenbahn Aleppo   |             |
| Damaskus | 1050              |        |                   | elektrisch | 7. Februar 1907 | 1967        |           | Straßenbahn Damaskus |             |

Es bestehen heute keine Straßenbahnbetriebe mehr.

### Thailand
| Stadt    | Spur- weite in mm | Gleise | Netz- länge in km | Antrieb    | Eröffnung  | Stilllegung | Betreiber | Artikel             | Anmerkungen                    |
| -------- | ----------------- | ------ | ----------------- | ---------- | ---------- | ----------- | --------- | ------------------- | ------------------------------ |
| Bangkok  | 1067              |        |                   | Pferd      | 22.09.1887 |             |           | Straßenbahn Bangkok | 2 Vorortlinien: Paknam Railway |
| Bangkok  | 1067              |        | 48,7              | elektrisch | 01.01.1893 | 01.10.1968  |           | Straßenbahn Bangkok | und Meklong Railway            |
| Lop Buri | 1067              |        | 5,8               | elektrisch | 31.01.1955 | 1962        |           |                     |                                |

Es bestehen heute keine Straßenbahnbetriebe mehr.

### Türkei
| Stadt                        | Spur- weite in mm | Gleise | Netz- länge in km | Antrieb              | Eröffnung  | Stilllegung | Betreiber                                 | Artikel               | Anmerkungen |
| ---------------------------- | ----------------- | ------ | ----------------- | -------------------- | ---------- | ----------- | ----------------------------------------- | --------------------- | ----------- |
| Antalya                      | 1435              |        |                   |                      | 27.02.1999 |             |                                           | Straßenbahn Antalya   |             |
| Bursa                        | 1435              |        |                   |                      | 19.08.2002 |             |                                           | Straßenbahn Bursa     |             |
| Eskişehir                    | 1000              |        | 14,5              | 750 V DC Oberleitung | 24.12.2004 |             |                                           | Straßenbahn Eskişehir |             |
| Gaziantep                    | 1435              |        |                   | elektrisch           | 02.2010    |             |                                           | Straßenbahn Gaziantep |             |
| Istanbul                     | 1000 1435         |        |                   | Pferd                | 03.09.1869 |             |                                           | Straßenbahn Istanbul  |             |
| Istanbul (europäischer Teil) | 1000 1435         |        |                   | elektrisch           | 16.08.1913 | 12.08.1961  |                                           | Straßenbahn Istanbul  |             |
| Istanbul (asiatischer Teil)  | 1000 1435         |        |                   | elektrisch           | 08.06.1928 | 11.11.1966  |                                           | Straßenbahn Istanbul  |             |
| Istanbul                     | 1000 1435         |        |                   |                      | 11.03.1989 |             | İstanbul Elektrik Tramvay ve Tünel (İETT) | Straßenbahn Istanbul  |             |
| İzmir (Smyrna)               |                   |        | 10,0              | Pferd                |            |             |                                           | Straßenbahn Izmir     |             |
| İzmir (Smyrna)               |                   |        | 10,0              | elektrisch           | 18.10.1928 | 1954        |                                           | Straßenbahn Izmir     |             |
| Izmir                        | 1435              |        | 8,8               |                      | 11.04.2017 |             |                                           | Straßenbahn Izmir     |             |
| İzmit                        | 1435              |        | 7,2               |                      | 17.06.2017 |             |                                           | Straßenbahn İzmit     |             |
| Kayseri                      | 1435              |        | 17                | elektrisch           | 08.2009    |             |                                           | Straßenbahn Kayseri   |             |
| Konya                        | 1435              |        | 18                | elektrisch           | 28.09.1992 |             |                                           | Straßenbahn Konya     |             |
| Samsun                       | 1435              |        |                   | elektrisch           | 02.2010    |             | Samulaş                                   | Straßenbahn Samsun    |             |

### Usbekistan
| Stadt     | Spur- weite in mm | Gleise | Netz- länge in km | Antrieb    | Eröffnung  | Stilllegung | Betreiber | Artikel | Anmerkungen |
| --------- | ----------------- | ------ | ----------------- | ---------- | ---------- | ----------- | --------- | ------- | ----------- |
| Samarqand | 1524              |        |                   | Dampf      | 1942       | 1953        |           |         |             |
| Samarqand | 1524              |        | 7,2               | elektrisch | 01.05.1947 | 30.08.1973  |           |         |             |
| Samarqand | 1524              |        |                   | elektrisch | 15.04.2017 |             |           |         |             |
| Taschkent |                   |        | 8,7               | Pferd      | 13.04.1901 | 1913        |           |         |             |
| Taschkent | 1000              |        |                   | elektrisch | 10.01.1913 | __.12.1971  |           |         |             |
| Taschkent | 1524              |        | 133,8             | elektrisch | 08.11.1936 | 02.05.2016  |           |         |             |

### Vereinigte Arabische Emirate
| Stadt | Spur- weite in mm | Gleise | Netz- länge in km | Antrieb     | Eröffnung  | Stilllegung | Betreiber | Artikel           | Anmerkungen |
| ----- | ----------------- | ------ | ----------------- | ----------- | ---------- | ----------- | --------- | ----------------- | ----------- |
| Dubai | 1435              |        | 9,5               | 750 V = APS | 11.11.2014 |             |           | Straßenbahn Dubai |             |

### Vietnam
| Stadt  | Spur- weite in mm | Gleise | Netz- länge in km | Antrieb    | Eröffnung  | Stilllegung | Betreiber | Artikel            | Anmerkungen |
| ------ | ----------------- | ------ | ----------------- | ---------- | ---------- | ----------- | --------- | ------------------ | ----------- |
| Hanoi  | 1435              |        | 29                | Pferd      | 10.11.1901 |             |           | Straßenbahn Hanoi  |             |
| Hanoi  | 1435              |        |                   | elektrisch |            | 1991        |           |                    |             |
| Saigon | 1435              |        |                   | Dampf      | 27.12.1881 |             |           | Straßenbahn Saigon |             |
| Saigon | 1000              |        | 72                | elektrisch | 04.08.1923 | ~1953       |           |                    |             |

Es bestehen heute keine Straßenbahnbetriebe mehr.